# Mintonia tauricornis
Mintonia tauricornis är en spindelart som beskrevs av Fred R. Wanless 1984. Mintonia tauricornis ingår i släktet Mintonia och familjen hoppspindlar. Inga underarter finns listade i Catalogue of Life.